# Peresvet (1901)
Peresvet (del ruso: Пересвет) fue el barco inicio de serie de tres acorazados pre-dreadnought clase Peresvet construidos para la Armada Imperial Rusa al final del siglo XIX. El barco fue transferido a la Flota del Pacífico a su conclusión y basado en Port Arthur desde 1903. Durante la guerra ruso-japonesa de 1904–05, participó en la Batalla de Port Arthur, fue seriamente averiado durante la Batalla del Mar Amarillo y otra vez en el Asedio de Port Arthur. El barco fue hundido antes de que los rusos se rindieran, rescatado y reparado por los japoneses y puesto en servicio con el nombre Sagami (相模?).
Parcialmente rearmado, el Sagami fue reclasificado por la Armada Imperial Japonesa como un barco de defensa costera en 1912. En 1916, Japón lo vendió a los rusos, sus aliados desde el comienzo de la Primera Guerra Mundial. En la ruta hacia el Mar Blanco, a principios de 1917, se hundió en Puerto Saíd (Egipto), después de chocar con minas puestas por un submarino alemán.

## Diseño y descripción
El diseño de la clase Peresvet fue inspirado por los acorazados de segunda clase británicos de la clase Centurión. Los barcos británicos estaban destinados a enfrentarse a los cruceros acorazados destinados a hundir buques mercantes como las naves rusas Rossia y Rurik, y la clase Peresvet fue diseñada para apoyar a sus cruceros acorazados. Esta función primaba una mayor velocidad y un mayor alcance a expensas de armamento más pesado y más armadura.
El Peresvet tenía 434 pies y 5 pulgadas (132,4 m) de eslora, una manga de 71 pies y 6 pulgadas (21,8 m) y un calado de 26 pies y 3 pulgadas (8,0 m). Diseñado para desplazar 12.674 toneladas Imperiales (12.877 t), se terminó con casi 1.200 toneladas Imp. (1.219 t) de sobrepeso y desplazaba 13.810 toneladas Imp. (14.030 t). Su tripulación estaba formada por 27 oficiales y 744 marinos. El barco estaba propulsado por tres motores de vapor de triple expansión verticales que utilizaban el vapor generado por 30 calderas Belleville. Los motores tenían 14.500 caballos de potencia indicada (10.800 kW) y fueron diseñados para alcanzar una velocidad máxima de 18 nudos (33 km/h; 21 mph). El Peresvet, sin embargo, alcanzó una velocidad máxima de 18,44 nudos (34,15 km/h; 21.22 mph) de 14.532 caballos de fuerza indicada (10.837 kW) durante sus pruebas de mar en noviembre de 1899. Cargaba un máximo de 2.060 toneladas Imp. (2.090 t) de carbón , lo que le permitía navegar hasta 6.200 millas náuticas (11.500 km; 7.100 millas) a una velocidad de 10 nudos (19 km/h 12 mph).
La batería principal del barco constaba de cuatro cañones de 10 pulgadas (254 mm) montados en dos torretas de dos cañones, una delante y una detrás de la superestructura. El armamento secundario constaba de once cañones de fuego rápido (QF) Canet de 6 pulgadas (152 mm), montados en casamatas en los lados del casco y en la proa, debajo del castillo de proa. Se añadieron algunas armas más pequeñas para defensa contra  lanchas torpederas. Estas incluyeron veinte cañones de 75 mm (3") QF, veinte cañones Hotchkiss de 47 mm (1.9") y ocho cañones de 37 mm (1.5"). Fue también armada con cinco tubos de torpedo de 15 pulgadas (381 mm), tres sobre el agua y dos sumergidos. El barco llevaba también 45 minas para protegerse estando anclado. El cinturón de armadura del Peresvet en la línea de flotación era de armadura Harvey y era de un grosor de 4–9 pulgadas (102-229 mm). La armadura de sus torretas de acero cementado Krupp tenía un grosor máximo de 9 pulgadas (229 mm) y su cubierta variaba en grosor de 2 a 3 pulgadas (51 a 76 mm).

## Construcción y servicio
El Peresvet fue nombrado en honor a Aleksandr Peresvet, un monje ortodoxo ruso que luchó y murió en la Batalla de Kulikovo en 1380, contra de un ejército mongol. Su quilla fue plantada el 21 de noviembre de 1895 por los Astilleros del Báltico en San Petersburgo y se botó el 19 de mayo de 1898. No fue completado, sin embargo, hasta julio de 1901, con un costo de 10,540,000 rublos. El Peresvet entró en servicio en agosto, y fue enviado a Port Arthur, en octubre de 1901. En el camino, encalló en la punta de la isla de Langeland, mientras pasaba a través del Gran Cinturón danés el 1 de noviembre, pero, aparentemente, no tuvo daños serios. A su llegada se le asignó a la Escuadra del Pacífico y se convirtió en el buque insignia del segundo al mando de la escuadra, el Almirante Príncipe Pavel Ukhtomsky.

### La batalla de Port Arthur
En la noche del 8 al 9 de febrero de 1904, la armada imperial japonesa lanzó un ataque por sorpresa a la flota rusa en Port Arthur. El Peresvet no fue alcanzado por la incursión de lanchas torpederas inicial y salió a la mañana siguiente, cuando la Flota Combinada, comandada por el vicealmirante Tōgō Heihachirō, atacó. Tōgō esperaba que el ataque por sorpresa de la noche anterior realizado por sus naves fuese mucho más exitoso de lo que fue, previendo que los rusos se verían gravemente desorganizados y debilitados, pero estos se habían recuperado de la sorpresa y estaban listos para su ataque. Los buques japoneses habían sido avistados por el crucero protegido Boyarin, que estaba patrullando la costa, y alertó a las defensas rusas. Tōgō decidió atacar a las defensas costeras rusas con su armamento principal y a los barcos con sus armas secundarias. La división de su fuego resultó ser una mala decisión pues los cañones japoneses de 8 pulgadas (203 mm) y de seis pulgadas infligieron daños menores en las naves rusas, que concentraron todo su fuego sobre sus oponentes consiguiendo algunos efectos. El Peresvet fue alcanzado tres veces con daños de importancia durante la batalla.
El 22 de marzo, el Peresvet se unió a varios otros acorazados disparando de forma indirecta a los barcos japoneses que bombardeaban Port Arthur. Mientras estaba de maniobras fuera de Port Arthur, el 26 de marzo, accidentalmente chocó con el acorazado Sebastopol y sufrieron daños menores. El Peresvet participó en la acción, del 13 de abril, cuando Tōgō atrajo una porción de la Escuadra del Pacífico, incluyendo al buque insignia del vicealmirante Stepán Makárov, el acorazado Petropávlovsk. Cuando Makárov divisó los cinco acorazados japoneses, dio la vuelta hacia Port Arthur y el Petropávlovsk chocó en un campo de minas establecidas por los Japoneses la noche anterior. El barco se hundió en menos de dos minutos después de la explosión de una de sus santabárbaras, y Makárov fue una de los 677 bajas. Envalentonado por su éxito, Tōgō reanudó las misiones de bombardeo de largo alcance. Dos días más tarde, el Peresvet golpeó al crucero blindado Nisshin, cuando este último bombardeaba Port Arthur.
El Peresvet navegó con el resto de la Escuadra del Pacífico el 23 de junio en un infructuoso intento de llegar a Vladivostok. El nuevo comandante de la escuadra, el Almirante Wilgelm Vitgeft, ordenó al escuadrón volver a Port Arthur cuando se encontró con la flota japonesa, poco antes de la puesta del sol, ya que él no deseaba enfrentarse a la numéricamente superior flota enemiga en una batalla nocturna. El Peresvet bombardeó posiciones japonesas que asediaban el puerto el 28 de julio. Algunos de sus cañones fueron retirados durante el verano para reforzar las defensas del puerto. El Peresvet perdió un total de tres cañones de 6 pulgadas, dos de 75 milímetros, dos de 47 milímetros y cuatro de 37 milímetros. Fue alcanzado el 9 de agosto por dos proyectiles de 4,7 pulgadas (120 mm) disparados por una batería de costa rusa que tenía mala visión de la bahía, pero solo le causaron daños menores.

### Batalla del Mar Amarillo

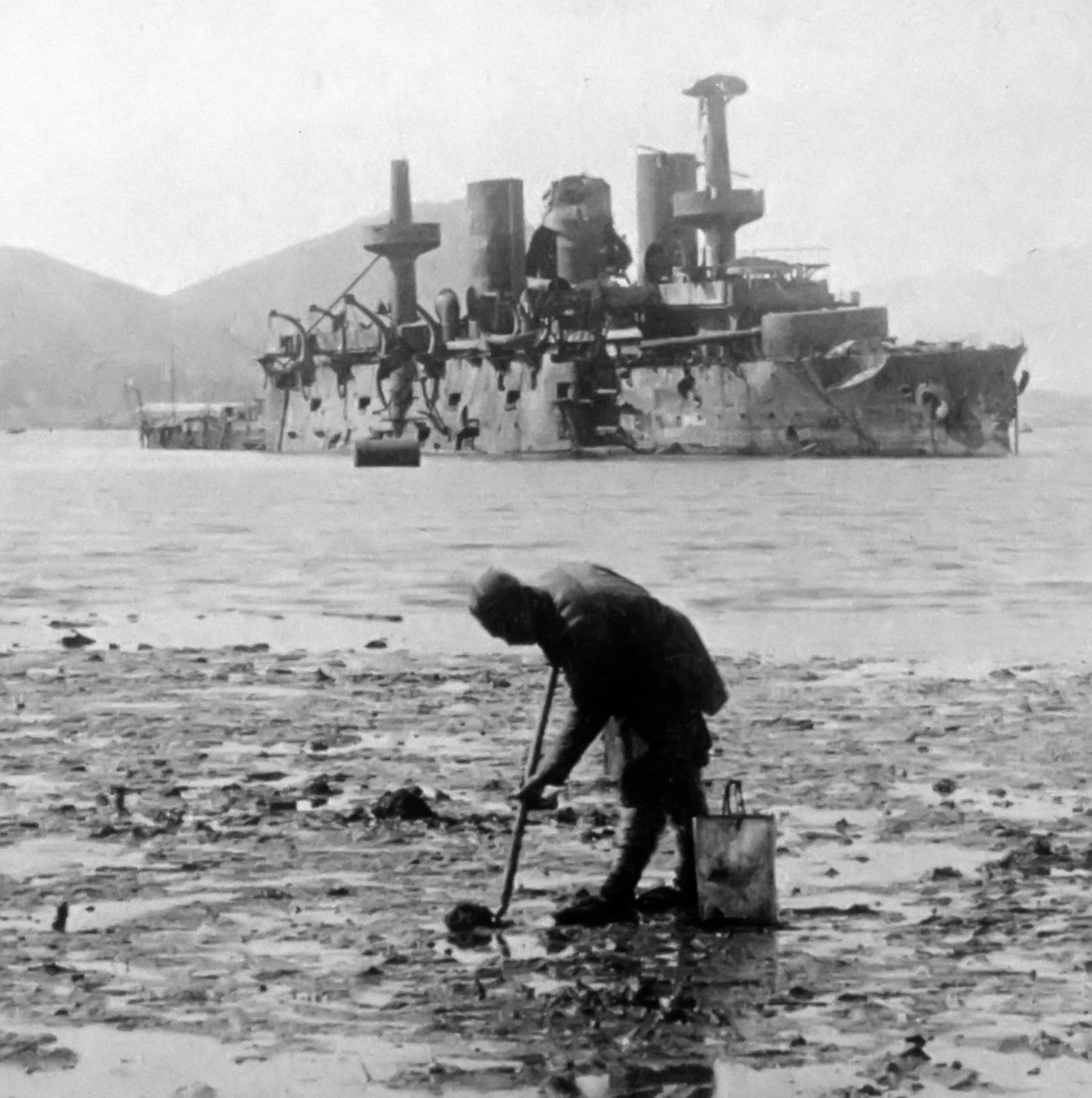
Peresvet Después de haber sido barrenado.

### Regreso a Rusia
En 1916, el gobierno ruso decidió reforzar su fuerza naval fuera del Báltico y del Negro. Como Japón y Rusia fueron aliados durante la Primera Guerra Mundial, el gobierno japonés vendió el Sagami y algunos otros buques de guerra ex-rusos a Rusia en marzo. El barco llegó en Vladivostok, el 3 de abril, donde reasume su antiguo nombre de Peresvet, y fue clasificado como un crucero blindado dos días más tarde. El barco encalló el 23 de mayo, mientras realizaba ensayos y fue rescatado por la armada imperial japonesa el 9 de julio. El Peresvet llegó al Arsenal Naval de Maizuru para reparaciones el 30 de julio y salió para la Rusia europea el 18 de octubre. Tenía la intención de servir en la Flota del Mar Blanco y se detuvo en la ruta en Puerto Saíd (entonces parte del Sultanato de Egipto), para reparaciones de la maquinaria al comienzo de 1917. El 4 de enero de 1917, a cerca de 10 millas náuticas (19 km; 12 mi) al norte del puerto, el barco golpeó dos minas que habían sido depositadas allí por el submarino alemán SM U-73. Con su casco agujereado delante y al lado de una de sus salas de calderas, el Peresvet se hundió después de incendiarse. Las bajas fueron de 167 o 116 hombres.

## Lecturas
- Jentschura, Hansgeorg; Jung, Dieter & Mickel, Peter (1977). Warships of the Imperial Japanese Navy, 1869–1945. Annapolis, Maryland: United States Naval Institute. ISBN 0-87021-893-X. Jentschura, Hansgeorg; Jung, Dieter & Mickel, Peter (1977). Warships of the Imperial Japanese Navy, 1869–1945. Annapolis, Maryland: United States Naval Institute. ISBN 0-87021-893-X.

- Datos: Q2384053
- Multimedia: Peresvet (ship, 1898) / Q2384053